# Кашенков, Василий Иванович
Василий Иванович Кашенков (1918—1993) — подполковник Советской Армии, участник Великой Отечественной войны, Герой Советского Союза (1945).

## Биография
Василий Кашенков родился 25 июля 1918 года в селе Николо-Азясь (ныне — Мокшанский район Пензенской области). После окончания начальной школы работал учётчиком в колхозе в селе Нечаевка того же района. В сентябре 1939 года Кашенков был призван на службу в Рабоче-крестьянскую Красную Армию. Окончил курсы младших лейтенантов Забайкальского военного округа. С ноября 1942 года — на фронтах Великой Отечественной войны. Принимал участие в боях на Центральном, 1-м Белорусском, 3-м и 1-м Прибалтийском фронтах, четыре раза был ранен. К январю 1945 года капитан Василий Кашенков был заместителем командира батальона 117-го стрелкового полка 23-й стрелковой дивизии 61-й армии 1-го Белорусского фронта. Отличился во время Варшавско-Познанской операции.

Могила Василия Кашенкова на кладбище села Нечаевка Мокшанского района Пензенской области

14 января 1945 года во время прорыва немецкой обороны к югу от Варшавы Кашенков первым поднялся в атаку, увлекая за собой бойцов батальона. 16 января он заменил собой получившего ранение командира батальона и успешно руководил его действиями во время отражения немецкой контратаки.
Указом Президиума Верховного Совета СССР от 24 марта 1945 года за «умелое командование подразделением, мужество и героизм, проявленные в Варшавско-Познанской операции» капитан Василий Кашенков был удостоен высокого звания Героя Советского Союза с вручением ордена Ленина и медали «Золотая Звезда».
В 1946 году в звании подполковника Кашенков был уволен в запас. Вернулся в Пензенскую область, где работал сначала председателем Нечаевского сельского совета Нечаевского района (ныне это административная территория Мокшанского района), затем заведующим районным отделом социального обеспечения.
Скончался 29 декабря 1993 года. Похоронен на кладбище села Нечаевка Мокшанского района Пензенской области.
Был также награждён орденами Красного Знамени, Богдана Хмельницкого 3-й степени, Александра Невского, Отечественной войны 1-й и 2-й степеней, Красной Звезды, рядом медалей.